# 단양장씨 효열각
단양장씨 효열각(丹陽張氏 孝烈閣)은 충청북도 음성군 음성읍 삼생리에 있다. 2016년 12월 26일 음성군의 향토문화유적 제30호로 지정되었다.

## 지정 사유
단양장씨 효열각은 정면 1칸, 측명 1칸, 맞배지붕 목조기와집으로 단양장씨 사헌공파 한 가문인 장택한 처 장수황씨 효부 편액(1858년, 철종9), 장석영 효행 편액(1889년, 고종26), 장동엽처 청주이씨 정렬 편액(1892년, 고종29)이 함께 모셔져 있다. 단양장씨 효열각은 물질만능의 시대를 살아가는 현대인에게 충효의 중요성을 일깨워 줄 수 있는 교육자료로서 그 가치가 중요한 자료이다.